# Slovenian Juniors 2009
Das Slovenian Juniors 2009 fand als bedeutendstes internationales Nachwuchsturnier von Slowenien im Badminton vom 9. bis zum 11. Oktober 2009 in Mirna statt. Es war die 15. Auflage der Veranstaltung.

## Sieger und Platzierte der Junioren U19
| Disziplin    | Gold                            | Silber                           | Bronze                              |
| ------------ | ------------------------------- | -------------------------------- | ----------------------------------- |
| Herreneinzel | Kyrylo Leonov                   | Dmytro Katsaruba                 | Kek Jamnik                          |
| Herreneinzel | Kyrylo Leonov                   | Dmytro Katsaruba                 | Urban Turk                          |
| Dameneinzel  | Natalya Voytsekh                | Mariya Ulitina                   | Mariya Rud                          |
| Dameneinzel  | Natalya Voytsekh                | Mariya Ulitina                   | Sonia Olariu                        |
| Herrendoppel | Kek Jamnik Luka Rebolj          | Lukáš Kurz Michal Netík          | Norbert Megyesi Dániel Tóth         |
| Herrendoppel | Kek Jamnik Luka Rebolj          | Lukáš Kurz Michal Netík          | Urban Turk Mitja Šemrov             |
| Damendoppel  | Mariya Ulitina Natalya Voytsekh | Petra Pilařová Kateřina Tomalová | Jerca Bajuk Sabina Magyar           |
| Damendoppel  | Mariya Ulitina Natalya Voytsekh | Petra Pilařová Kateřina Tomalová | Sonia Olariu Regina Zsófia Zsigmond |
| Mixed        | Kyrylo Leonov Mariya Ulitina    | Ondřej Král Zdeňka Švédová       | Luka Rebolj Živa Repše              |
| Mixed        | Kyrylo Leonov Mariya Ulitina    | Ondřej Král Zdeňka Švédová       | Vojtěch Šelong Jana Žwaková         |